# Karma Police
"Karma Police" là ca khúc của ban nhạc alternative rock người Anh Radiohead nằm trong album phòng thu thứ ba của họ, OK Computer (1997). Nhan đề và ca từ của ca khúc được lấy trực tiếp từ câu chuyện châm biếm của ban nhạc, liên quan tới quan hệ nhân-quả trong Ấn Độ giáo còn được gọi là karma.
"Karma Police" được phát hành dưới dạng đĩa đơn vào ngày 25 tháng 8, có được thành công thương mại lớn, đạt vị trí số 8 tại UK Singles Chart và 14 tại Hot Modern Rock Tracks. Nhìn chung giới chuyên môn cũng có phản ứng tích cực với ca khúc này. Năm 2008, ca khúc cũng được đưa vào album tuyển tập Radiohead: The Best Of của ban nhạc.

## Thành phần tham gia sản xuất
- Thom Yorke – hát chính, guitar acoustic.
- Jonny Greenwood – guitar, piano, mellotron, synthesizer đồng bộ.
- Colin Greenwood – bass.
- Ed O'Brien – guitar, trống, hát nền, hiệu ứng âm thanh.
- Phil Selway – trống.

## Xếp hạng
| Bảng xếp hạng (1997–2013)            | Vị trí cao nhất |
| ------------------------------------ | --------------- |
| Australia (ARIA Singles Chart)       | 71              |
| Bỉ (Ultratip Flanders)               | 9               |
| Bỉ (Ultratop 50 Wallonia)            | 35              |
| Đan Mạch (Tracklisten)               | 15              |
| Phần Lan (Suomen virallinen lista)   | 15              |
| Pháp (SNEP)                          | 153             |
| Ireland (IRMA)                       | 15              |
| Hà Lan (Single Top 100)              | 50              |
| New Zealand (Recorded Music NZ)      | 32              |
| Anh Quốc (OCC)                       | 8               |
| Hoa Kỳ Radio Songs (Billboard)       | 69              |
| Hoa Kỳ Alternative Songs (Billboard) | 14              |

## Danh sách ca khúc
Tất cả các ca khúc được sáng tác bởi Thom Yorke, Jonny Greenwood, Ed O'Brien, Colin Greenwood và Phil Selway.
CD1 (CDODATAS03)
1. "Karma Police" – 4:23
2. "Meeting in the Aisle" – 3:08
3. "Lull" – 2:28

CD2 (CDNODATA03)
1. "Karma Police" – 4:23
2. "Climbing Up the Walls (Zero 7 Mix)" – 5:19
3. "Climbing Up the Walls (Fila Brazillia Mix)" – 6:24